# Список млекопитающих, занесённых в Красную книгу Республики Калмыкия
В списке указаны все млекопитающие, вошедшие в Красную книгу Республики Калмыкия, по состоянию на 2015 год. Знак * обозначает виды, занесённые в Красную книгу Российской Федерации (1999).
Категории имеют следующие обозначения:
0 — вероятно исчезнувшие
1 — исчезающие виды
2 — редкие и малочисленные виды
3 — потенциально уязвимые виды
4 — виды неопределённого статуса
5 — восстанавливаемые или восстанавливающиеся виды

## Отряд Насекомоядные
- Семейство Кротовые Кавказский крот

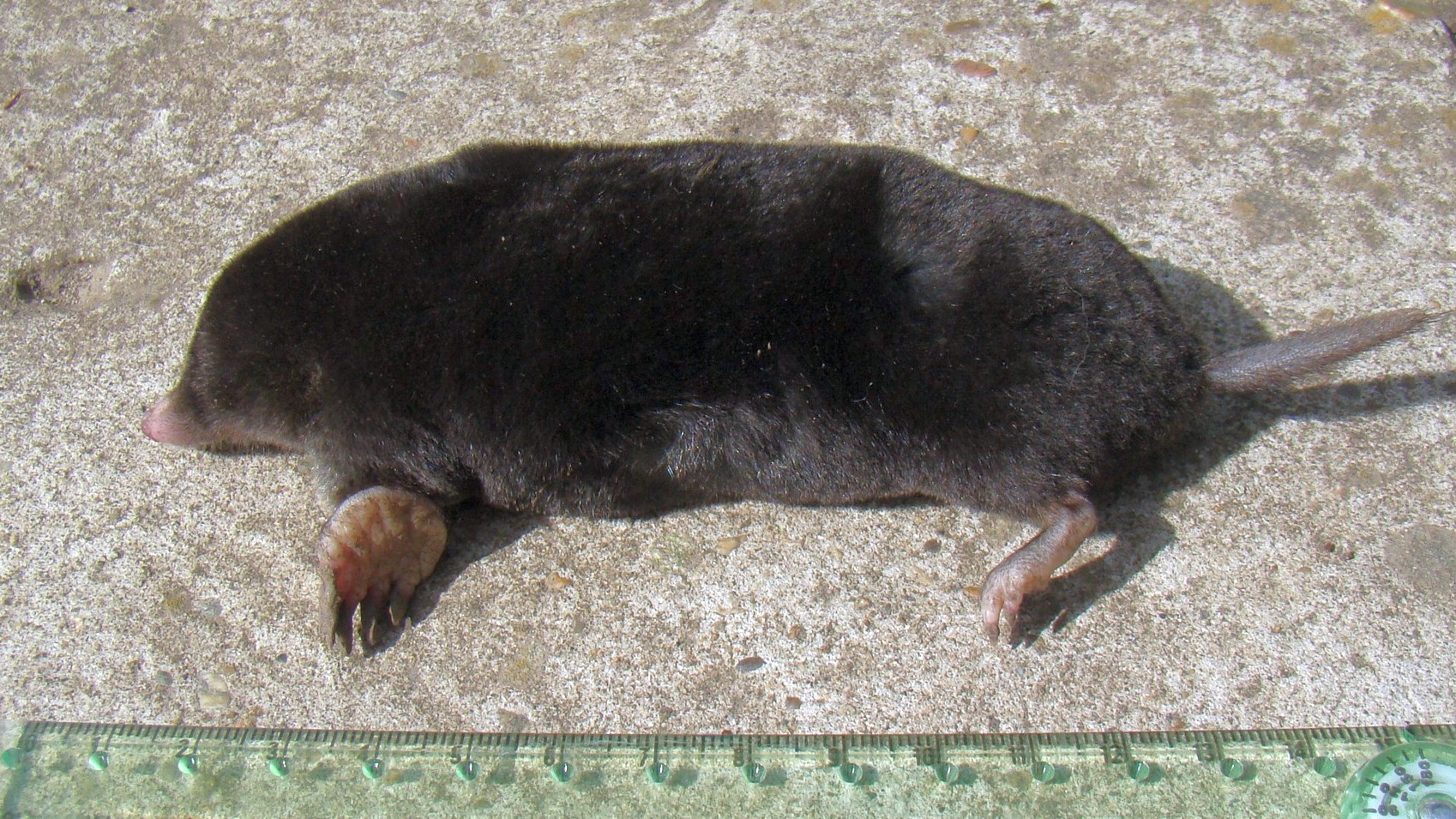
Кавказский крот

  - Кавказский крот — Talpa caucasica Satunin, 1908 3

## Отряд Грызуны
- Семейство Беличьи — Sciuridae
  - Желтый суслик — Spermophilus fulvus Lichtenstein, 1823 3
- Семейство Мышовковые — Sminthidae
  - Степная мышовка — Sicista subtilis Pallas, 1773 2 Степная мышовка

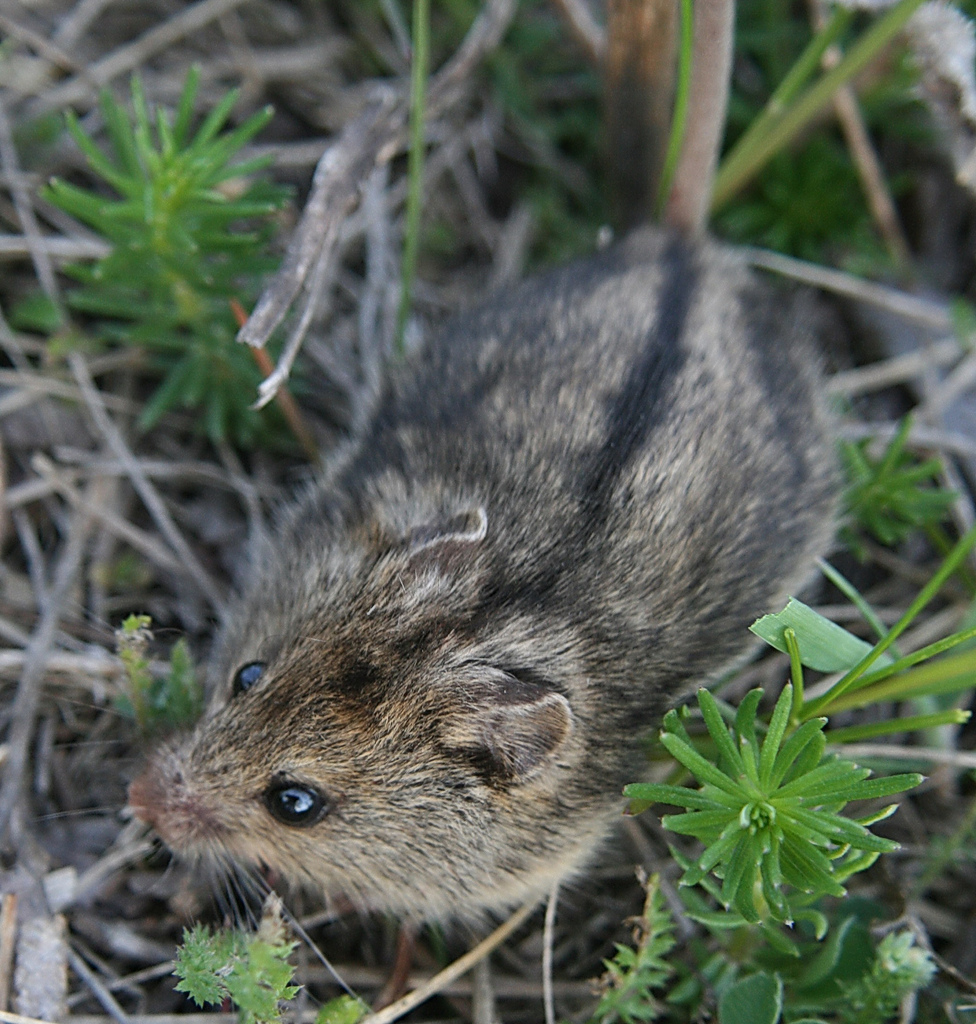
Степная мышовка

- Семейство Трехпалые тушканчики — Dipodidae
  - Мохноногий тушканчик — Dipus sagitta Pallas, 1773 1
- Семейство Слепышовые — Spalacidae
  - Гигантский слепыш — Spalax giganteus Nehring, 1898 3*
- Семейство Хомяковые — Cricetidae
  - Обыкновенный хомяк — Cricetus cricetus Linnaeus, 1758 1 Обыкновенный хомяк

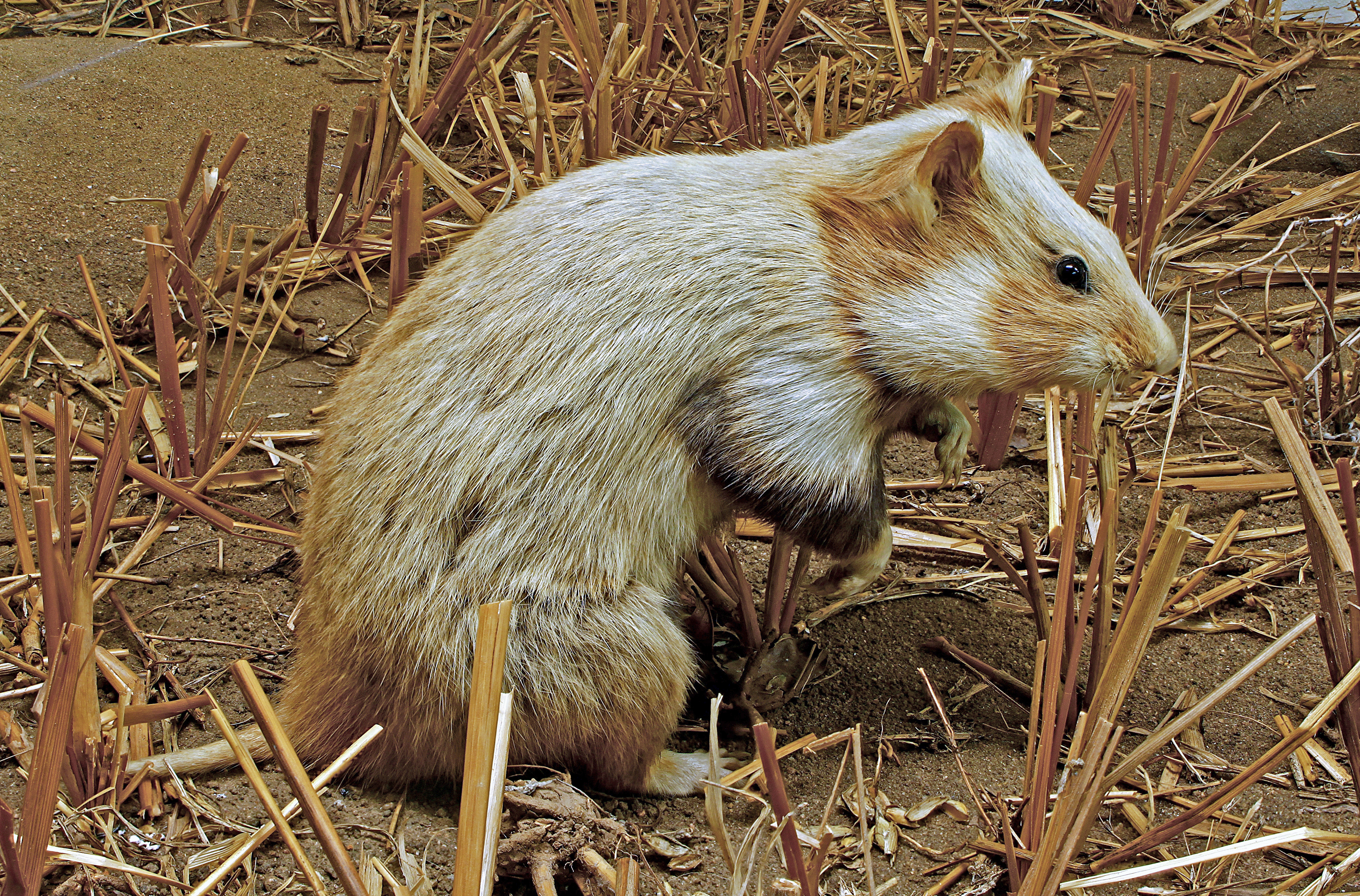
Обыкновенный хомяк

  - Предкавказский хомяк — Mesocricetus raddei Nehring, 1894 2
  - Степная пеструшка — Lagurus lagurus Pallas, 1773 0

## Отряд Хищные
- Семейство Куньи — Mustelidae
  - Кавказская европейская норка — Mustela lutreola turovi Kusnetsov, 1939 1*
  - Перевязка — Vormela peregusna (Güldenstädt, 1770) 1* Перевязка

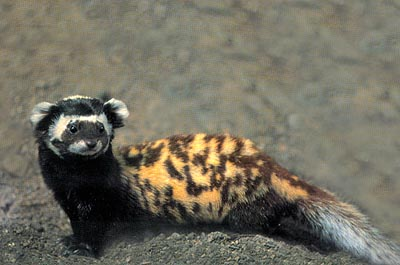
Перевязка

  - Кавказская выдра — Lutra lutra meridionalis Ognev, 1931 1*
- Семейство Кошачьи — Felidae
  - Кавказский камышовый кот — Felis chaus chaus Güldenstädt, 1776 2*

## Отряд Китопарнокопытные
- Семейство Полорогие — Bovidae
  - Сайгак — Saiga tatarica tatarica (Linnaeus, 1766) 1[1]